# Лівада (Бузеу)
Лівада (рум. Livada) — село у повіті Бузеу в Румунії. Входить до складу комуни Гребену.
Село розташоване на відстані 124 км на північний схід від Бухареста, 27 км на північ від Бузеу, 84 км на захід від Галаца, 108 км на схід від Брашова.

## Населення
За даними перепису населення 2002 року у селі проживали 656 осіб, усі — румуни. Усі жителі села рідною мовою назвали румунську.